# SS-Standarte Kurt Eggers

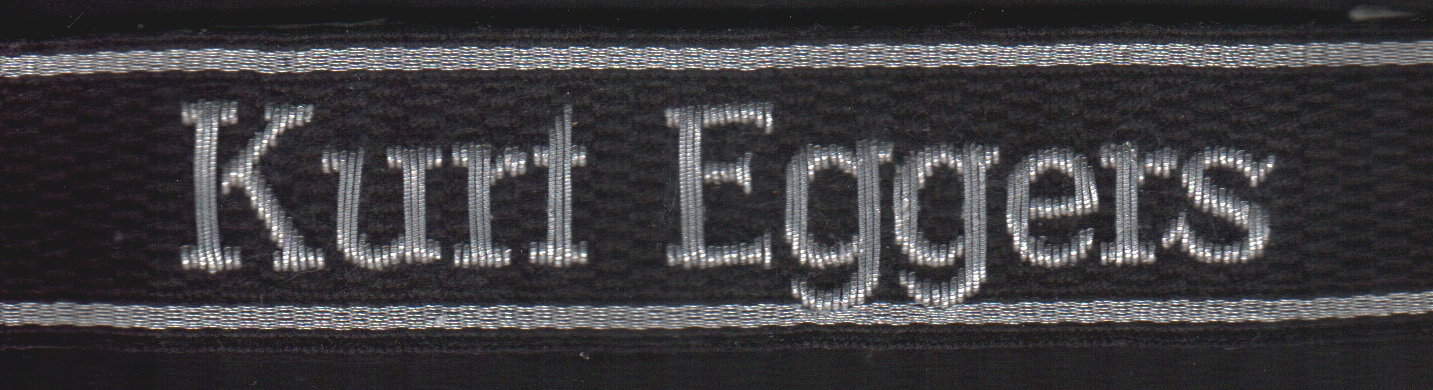
Armband, gedragen door oorlogsverslaggevers van de SS-Standarte 'Kurt Eggers'

De SS-Standarte Kurt Eggers was tussen 1940 en 1945 een Duitse legerformatie van de Waffen-SS, waarvan de leden als oorlogsverslaggevers verslag deden van vrijwel iedere oorlogsactiviteit van de Waffen-SS in de jaren van haar bestaan.

## Naamgeving
De SS-Standarte Kurt Eggers begon haar bestaan onder de naam SS-Kriegsberichter-Kompanie. In december 1943 werd de naam gewijzigd in SS-Standarte Kurt Eggers, ter ere van de op 12 augustus 1943 gesneuvelde Duitse schrijver Kurt Eggers, die deel uitmaakte van de 'Kompanie'. Eggers was ook medewerker van het SS-weekblad Das Schwarze Korps en hij sneuvelde tijdens de gevechten rond Charkov.

## Geschiedenis
De SS-Kriegsberichter-Kompanie werd door Heinrich Himmler opgericht in januari 1940. De oorspronkelijke omvang bestond uit vier pelotons oorlogsverslaggevers en de ondersteunende staf. De vier pelotons opereerden onafhankelijk van elkaar. Elk peloton was uitgerust met foto- en filmapparatuur om zodoende de activiteiten van de soldaten van de Waffen-SS visueel te kunnen documenteren en vastleggen, onder meer voor het 'thuisfront'.
De bevelhebber van de 'Kompanie' was Günther d'Alquen, voormalig Standartenführer van de Allgemeine-SS. Bij zijn overgang naar de Waffen-SS werd hem de rang van Waffen-SS Hauptsturmführer der Reserve toebedeeld. d'Alquen zou tot het eind van de Tweede Wereldoorlog de commandant van de Kompanie blijven. Hij eindigde zijn loopbaan als Waffen-SS Standartenführer der Reserve.
Spoedig na de formatie van de Kompanie, werd elk van de vier pelotons verbonden aan gevechtseenheden van de Waffen-SS. Deze pelotons bleven gedurende hun campagnes in Nederland, België en Frankrijk verbonden aan deze SS-gevechtseenheden. Ook gedurende de strijd op de Balkan bleven de vier pelotons verbonden aan hun eigen SS-gevechtseenheden.
Rond augustus 1941 was het aantal formaties van de Waffen-SS aanzienlijk gegroeid. Naar aanleiding daarvan nam ook de groep van de 'Propaganda Kompanie' toe tot bataljonsformaat en werd zij 'SS-Kriegsberichter-Abteilung' genoemd. Ook het aantal oorlogsverslaggevers nam sterk toe. In december 1943, ten tijde van de naamsverandering, bereikte de 'Kompanie' de omvang van een regulier regiment.
Veel van de journalisten, fotografen, radio-medewerkers, filmers en opname-technici waren niet van Duitse komaf. Een aantal onderdelen van de 'Kompanie' was belast met de verslaggeving ten behoeve van het eigen thuisland en deze onderdelen werden bemand door vrijwilligers uit het betreffende land.

## Nederlandse SS-oorlogsverslaggevers
| Naam Kriegsberichter                  | Inzetgebied                                                                      |
| Carlo Andreoli                        | Italië, Narva                                                                    |
| Steven Barends                        | Italië                                                                           |
| Ab. Bouwense                          | Leningrad                                                                        |
| Dirk Willem Brantsen                  | Leningrad                                                                        |
| Anton van Breugel                     | Oekraïne                                                                         |
| Johan van Caspel                      | Nederland                                                                        |
| Klaas (Nico) Denijs                   | Leningrad, Kroatië, Narva, Nederland, Duitsland                                  |
| Johannes van Dorp                     | Oekraïne                                                                         |
| Hendrikus Willem van Etten            | Oekraïne                                                                         |
| Geert Geerts                          | Leningrad                                                                        |
| Christiaan Harmse                     | Leningrad                                                                        |
| Cornelis van der Heijden              | Leningrad, Joegoslavië, Griekenland, Berlijn, Nederland, Estland, Letland, Polen |
| Karel van Heusden                     | Nederland, Berlijn                                                               |
| Jan Rudolf Hommes                     | Rshew, Oekraïne, Atlantische Oceaan                                              |
| Henri van Hoof                        | Normandië, Nederland                                                             |
| Wouter Hulsteijn                      | Berlijn, Estland, Litouwen, Letland, Normandië                                   |
| Willem Kelderman                      | Leningrad                                                                        |
| Hugo Kemps                            | Kroatië                                                                          |
| George Kettmann                       | Finland, Duitsland                                                               |
| Wijnand Frederik Klerk                | Leningrad, Italië, Normandië                                                     |
| Hubertus Maria Klompé                 | Leningrad, Nederland                                                             |
| Cornelis Kok                          | Oekraïne                                                                         |
| Lambertus Cornelis Kruithof           | Berlijn                                                                          |
| Wilhelm Elisa Kuyper                  | Oekraïne, Krim                                                                   |
| Willem Luttmer                        | Oekraïne, Berlijn                                                                |
| Aldert Gerhard Hendrik van der Molen  | Italië, Normandië                                                                |
| Barend van Norden                     | Leningrad, Kroatië                                                               |
| Gerardus Oberink                      | Oekraïne, Nederland                                                              |
| Joop Pollmann                         | Normandië                                                                        |
| Martinus Willem Frederik Prins        | Leningrad, Nederland                                                             |
| Wim Reichhardt                        | Duitsland, Oostenrijk, Hongarije                                                 |
| Henri Oscar Karel Reinsberg           | Leningrad, Nederland                                                             |
| Gerrit Christiaan van Rietschote      | Leningrad                                                                        |
| Cornelis Petrus Samwel                | Leningrad, Oekraïne, Narva, Hongarije                                            |
| Alphons Eduard Cornelis Marie Sassen  | Nederland                                                                        |
| Wilhelmus Antonius Sassen             | Oekraïne, Normandië                                                              |
| Hendrik Adriaan Schild                | Nederland                                                                        |
| Jan Cornelis Scholtz                  | Nederland                                                                        |
| Leonardus Schreuder                   | Leningrad                                                                        |
| IJsbrand Anton Schuller tot Peursum   | Leningrad, Narva, Nederland                                                      |
| Jacobus Snijder van Wissenkerke       | Leningrad                                                                        |
| Johannes Franciskus Steemers          | Leningrad, Normandië                                                             |
| W. Steenbergen                        | Berlijn, Duitsland                                                               |
| Dieter Tappenbeck                     | Oekraïne                                                                         |
| Bouke Rintse Veltman                  | Leningrad, Berlijn, Italië                                                       |
| Willem Vergragt                       | Leningrad, Oekraïne, Letland, Duitsland                                          |
| Adrianus Vermeer                      | Leningrad, Oekraïne                                                              |
| Wouter Nicolaas Vries                 | Oekraïne, Nederland                                                              |
| Christiaan Albert Wenniger Mulder     | Leningrad                                                                        |
| Peter Johan Wilhelm Wichers           | Leningrad, Kroatië, Narva                                                        |
| Ludovicus Gerardus Wybrands Marcussen | Oekraïne, Normandië                                                              |
| Bote Wynia                            | Leningrad                                                                        |
| Wilhelmus Theodorus Zwagers           | Leningrad, Kroatië, Nederland                                                    |

## Inrichting, januari 1944
- Stab der Standarte
- Abteilung Verwaltung
  - Unterkunftsverwaltung
- Gruppe Wort
  - Verbindungsführer Presse
- Gruppe Bild
  - Referat Bildtechnik
  - Referat Bildschriftleitung
  - Referat Bildarchiv
- Gruppe Rundfunk
  - Referat Rundfunkstechnik
  - Referat Rundfunksendung
- Abschnitt Russland-Nord
- Abschnitt Russland-Süd
- Abschnitt Lettland und Lettische Einheiten
- Abschnitt Südost
- Abschnitt West
- Sonderunternehmen Südost
- Kommando Oslo
- Kommando Kopenhagen
- Kommando Frankreich
- Kommando Brüssel
- Kommando Südost
- Kommando Adria
- Ersatz-Kompanie
  - Ausbildungsgruppe
- Gruppe Kampfpropaganda
  - 2 x SS-Kampfpropaganda Zug
- Sonderunternehmen "Südstern"
  - "Skorpion Ost"
  - "Skorpion West" (Ober-Rhein)
  - Unternehmen "Wintermärchen"